# Сурское
Су́рское — рабочий посёлок, административный центр Сурского городского поселения и Сурского района Ульяновской области России.

## География
Расстояние до областного центра Ульяновск — 110 км, Акнеево 10 км, Гулюшево 10 км, Кирзять 8 км, Полянки 7 км, Студенец 5 км, Центральная усадьба совхоза «Сурский» 7 км, Черненово 4 км.
Рядом с посёлком протекает река Промза, река Сура, река Студенец.
Население — 5805 жителей (2021).

## История
Основано в 1552 году во время подготовки похода Ивана Грозного на Казань и первоначально назывался Промса. Позже селение было переименовано в Промзино Городище. В селе было 2 церкви, 2 часовни, 18 кирпичных заводов.
После завоевания Иваном Грозным Казанское ханство в Промзино Городище жили дозорные казаки, которые несли службу на пограничной черте до реки Волги, вдоль деревень Шумовка, Вышки и Городищи.
В 1670 году, когда выходцы из села Промзино выселили из Белого Ключа оставшихся в живых местных жителей — мордву, заняли их землю, заселили курные полуземлянки и основали русское поселение под тем же названием.
С 1678 года  Промзино Городище — вотчина боярина Михаила Львовича Плещева.
В 1708 году, в результате реформы Пётра I, вошёл в состав Алатырского уезда Казанской губернии.
С 1714 по 1717 в составе Нижегородской губернии, затем опять в Казанской губернии.
С 1780 года село Промзино Городище в Котяковском уезде Симбирского наместничества.
С 1796 года — в Алатырском уезде Симбирской губернии.
С XVIII века в селе действовала крупная пристань на Суре, где строили баржи и беляны.

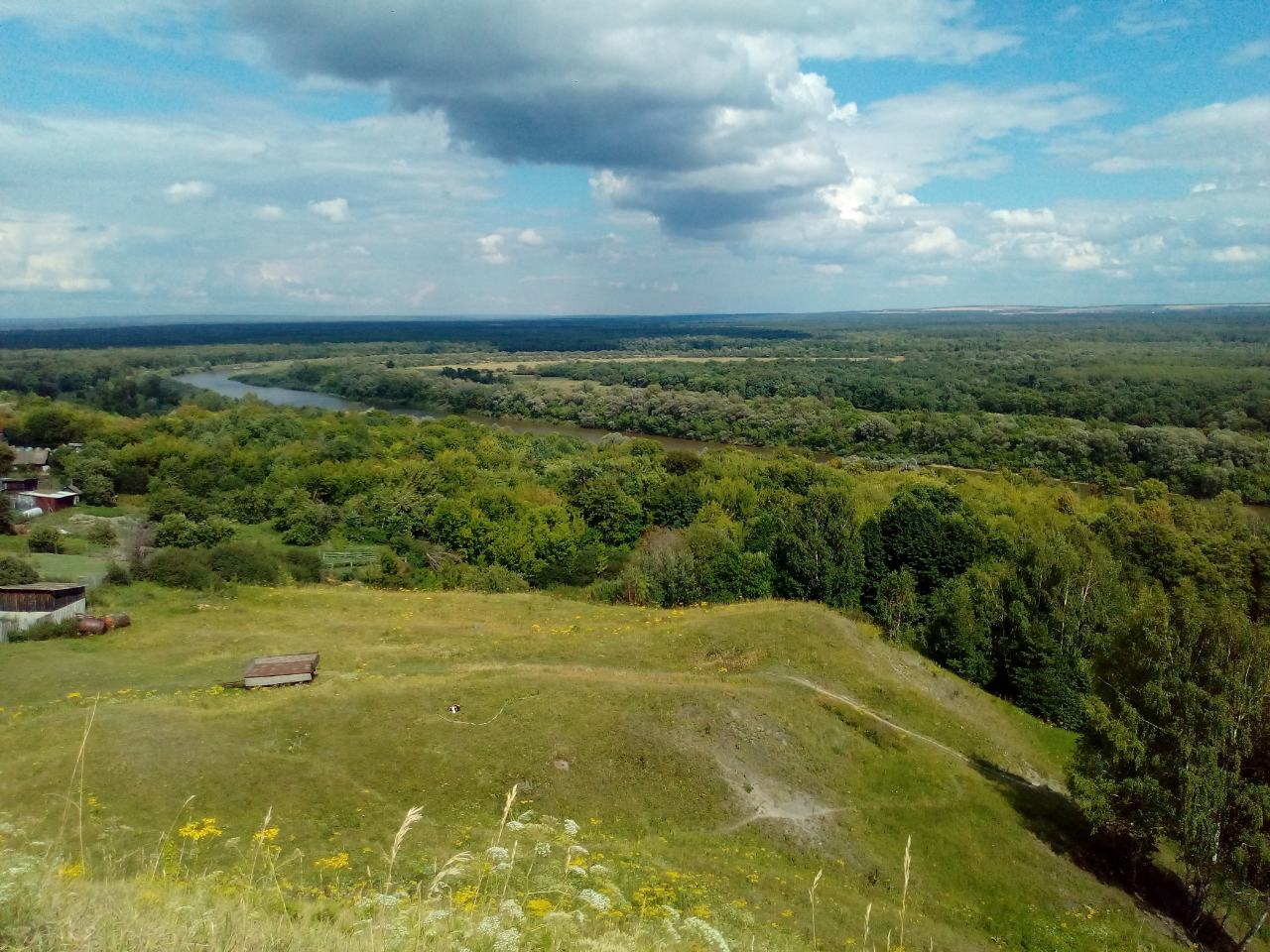
Вид на реку Сура с Никольской горы. Сурское.

В 1820 году прихожанами был построен тёплый каменный храм. Престолов в нём три: главный в честь Казанской иконы Божией Матери, в правом приделе во имя Святителя и Чудотворца Николая и в левом во имя св. великомученика Георгия Победоносца. Святыни храма: чудотворная икона Святителя Николая и Казанская икона Божией Матери. Приписной деревянный храм в дер. Студенце, построен в 1834 г.; Престол в нём в честь Вознесения Господня. Часовен три: каменная близ села, на Белой горе, месте явления чудотворной иконы Святителя и Чудотворца Николая, каменная же среди села, построенная крестьянами в память освобождения крестьян от крепостной зависимости, и деревянная на кладбище.
В 1830-х гг. помещиком в селе был А. Потёмкин.
В 1859 году село Промзино Городище, входило в состав 2-го стана Алатырского уезда Симбирской губернии. В нём было: церковь, часовня, больница, училище. Почтовая контора и станция. Пристань. Сальный завод.
В 1861 году село стало центром Промзинской волости и стало называться Промзино.
В 1875 году, заведующим двухклассным министерским училищем в с. Промзино, был назначен будущий Герой Труда Преображенский Роман Алексеевич, где проработал до выхода на пенсию.  
В 1897 году селе было 1079 двора, в которых жило 5101 человек, имелась церковь, 3 школы, вол. правление, почтово-телеграфное отделение, 3 лечебницы.
В 1902 году  Георгий Иванович Рибопьер открыл для сельчан один из первых в губернии Народных домов — центров культурного досуга с библиотекой и помещением для театральных постановок.
В 1913 году в селе Промзино в 1199 дворах жило 6540 человек. Кроме этого в Промзинской волости были земельные участки переселенцев малороссов Киевской губернии, приобретённые ими во владения: посёлок при Новом Хуторе, близ с. Студенец, 1-й; посёлок при Новом Хуторе, близ с. Студенец, 2-й; посёлок при Старом Хуторе, при с. Промзине; посёлки при Старом Хуторе, при с. Промзине (5 пос.); посёлок в местности «Лопатино» при с. Промзине; посёлок в местности «Елхи» при с. Промзине; посёлок при сельце Полянках; посёлки в местности «Красная Поляна» (3 пос.).
В 1920-х годах в селе существовала Промзинская автокефалия, которую возглавлял Иоаким (Благовидов), протоиерей Покровский Василий Андреевич , протоиерей Сергий Знаменский, священомученик .
В годы Советской власти были утрачены: Казанская церковь, церковь в имении Георгия Ивановича Рибопьера, часовня Александра-Невского, Никольская часовня (воссоздана в 2000 году).
В 1924 году в селе в 1191 дворе жило 5464 человека.
В 1928 году село стало административным центром Промзинского района и вошёл в состав Ульяновского округа.
В 1931 году Промзино было переименовано в Сурское, а район — в Сурский район.
С 1943 года в Ульяновской области.
Статус рабочего посёлка — с 1944 года.

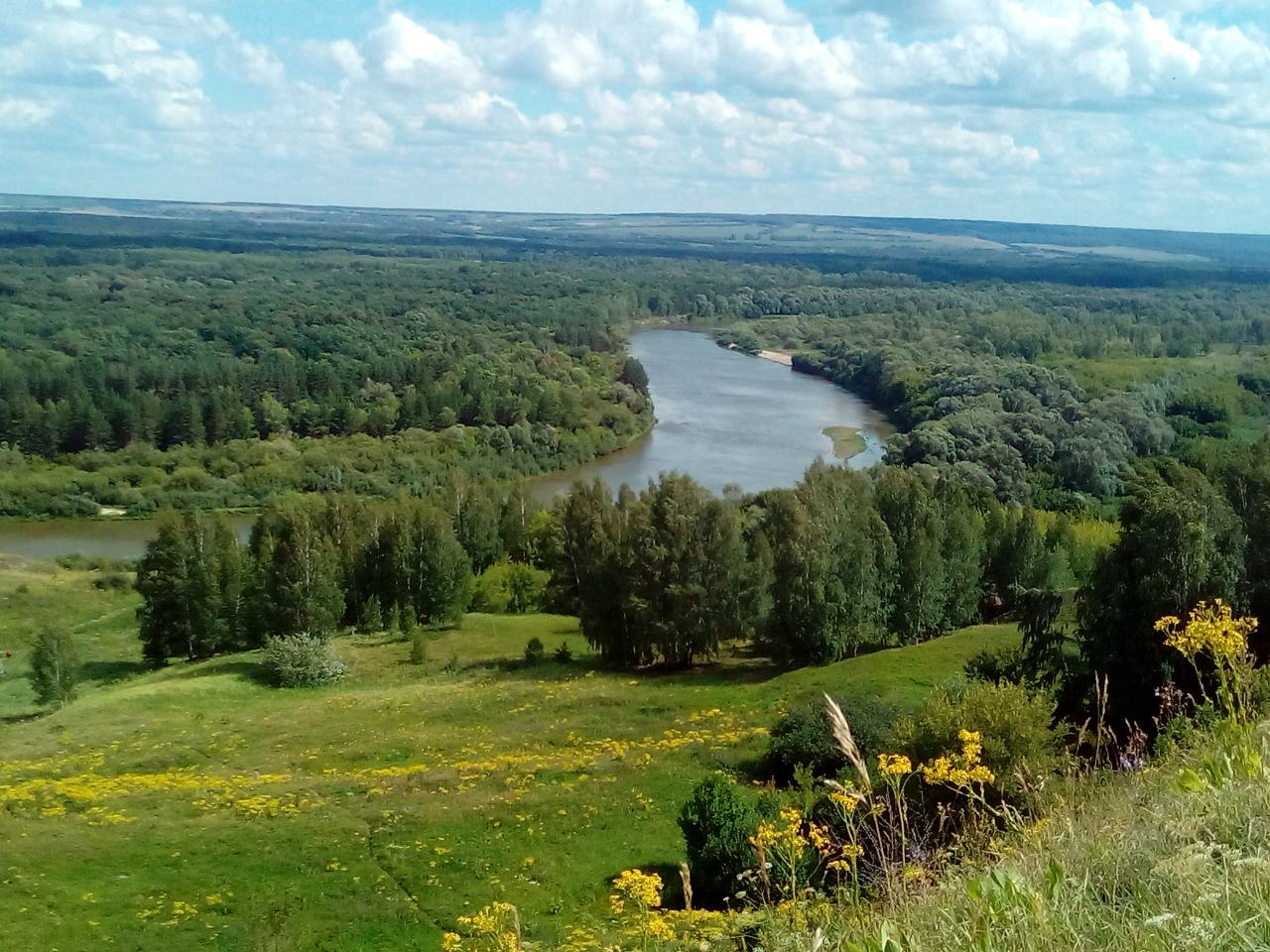
Река Сура у посёлка Сурское.

с 2005 года село стало административным центром Сурского городского поселения.

## Население
| 1959  | 1970  | 1979  | 1989  | 2002  | 2009  | 2010  |
| ----- | ----- | ----- | ----- | ----- | ----- | ----- |
| 7484  | ↘7427 | ↗7455 | ↗7716 | ↘7389 | ↘7056 | ↘6852 |
| 2012  | 2013  | 2014  | 2015  | 2016  | 2017  | 2018  |
| ↘6769 | ↘6698 | ↘6638 | ↘6546 | ↘6496 | ↘6409 | ↘6285 |
| 2019  | 2020  | 2021  |       |       |       |       |
| ↘6208 | ↘6094 | ↘5805 |       |       |       |       |

## Известные люди посёлка
- Иринарх (Павлов) (1878—1937) — григорианский епископ.
- Савочкин Пётр Сергеевич (1905—1951) — Герой Советского Союза.
- Силантьев Юрий Васильевич (1919—1983) — композитор, дирижёр, народный артист СССР (1975)[37][38].
- Шебанов Алексей Олегович (род. 1993) — футболист.
- Гаген Николай Александрович — советский военачальник, жил в поселке[39].
- Мартьянов Пётр Алексеевич — русский общественный деятель[8][40].
- Нарышкин Николай Васильевич — писатель, жил в посёлке, учился в Сурском зоотехникуме[41].

## Достопримечательности

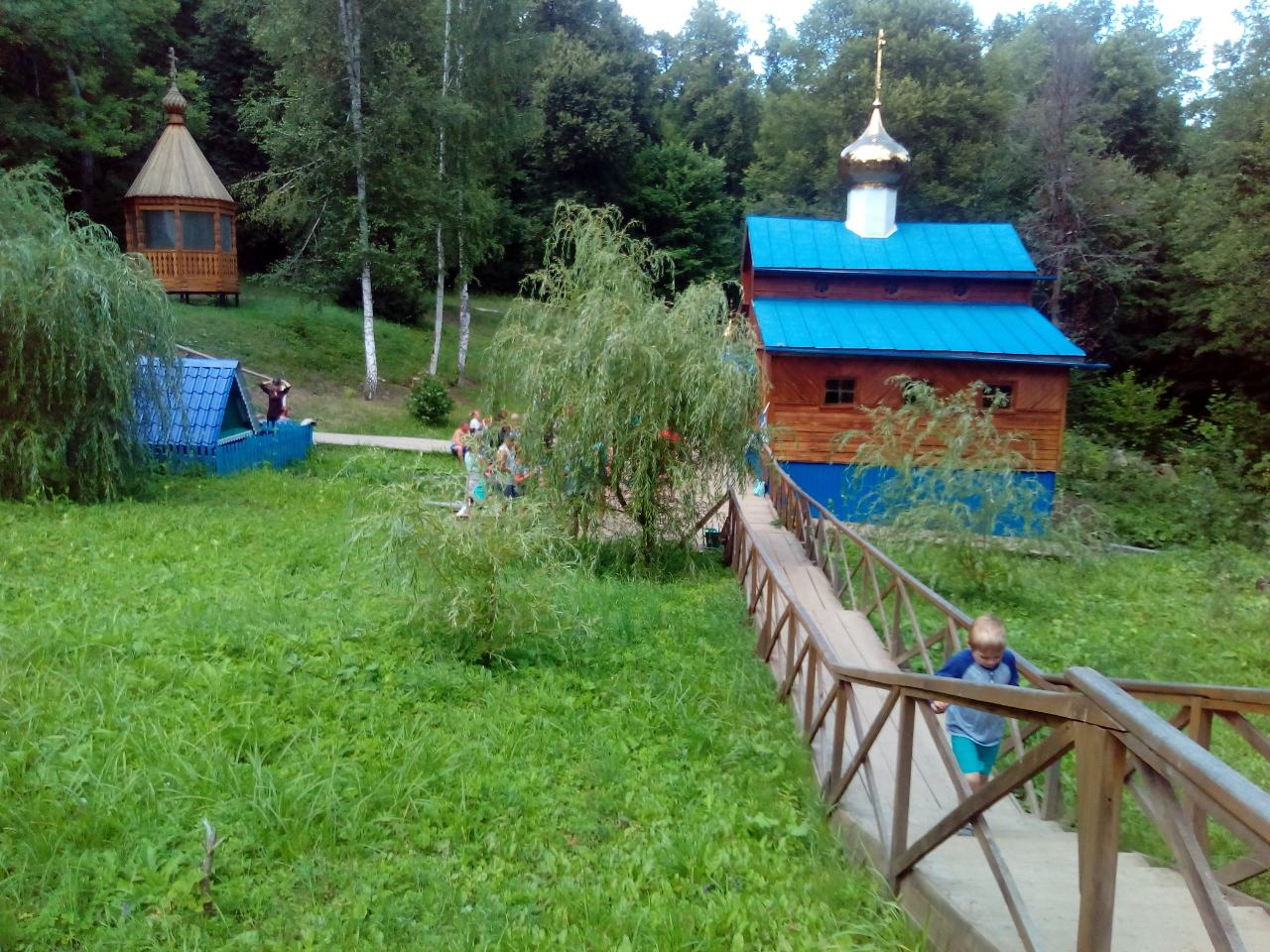
Святой родник, Сурское.

- Святой родник, Сурское.Поселение «Сурское» — памятник археологии государственного значения[42];
- С царских времён в Промзино стекалось множество паломников к Никольской горе, у подножия которой до сих пор бьют считающиеся святыми  родники[43][44][45][46].
- В Промзино некоторые улицы застроены каменными купеческими особняками.
- Мемориал «Воинам-землякам, погибшим в ВОВ: Аллея Героев (1962 г.). Памятник-обелиск погибшим воинам (1962 г.) и 12 барельефов Героям СССР[47].
- Бюст на могиле Героя Советского Союза Ф. А. Жигарина (1982 г.)[48].
- Дом купца А.П. Гнидочкина, в нём размещался зоотехнический техникум, в котором учился Герой Советского Союза В. Хазов, 1931-1936 гг.[48]
- Обелиск на могиле Героя Советского Союза П.С. Савочкина (1961 г.)[48].

## Религия
- Часовня Николая Чудотворца на Никольской горе (воссозданная)[49].
- Церковь Николая Чудотворца[50].
- Часовня Николая Чудотворца[51].

Утраченные:
- Часовня Александра Невского[52].
- Церковь Казанской иконы Божией Матери[53].
- Неизвестная часовня[54].
- Неизвестный собор[55].
- Часовня Николая Чудотворца на Никольской горе[56].
- Городищенская Николаевская мужская пустынь, основана в XVIII веке, упразднена в 1764 году[57].

## Село в филателии
- В 2007 году Министерство связи России выпустило ХМК — «Ульяновская область. Сурское. Часовня на Никольской горе»[58].

## СМИ
- Радио России / ГТРК Волга (Молчит) 73,58 УКВ
- Дорожное радио 100,2 FM
- Радио России / ГТРК Волга 100,7 FM

## Инфраструктура
Действует Сурский агротехнологический техникум (образован в 1930 году), Сурский историко-краеведческий музей, Сурская межпоселенческая центральная библиотека, Сурская центральная детская библиотека имени Николая Шестакова, Сурский районный дом культуры.

## Фотогалерея

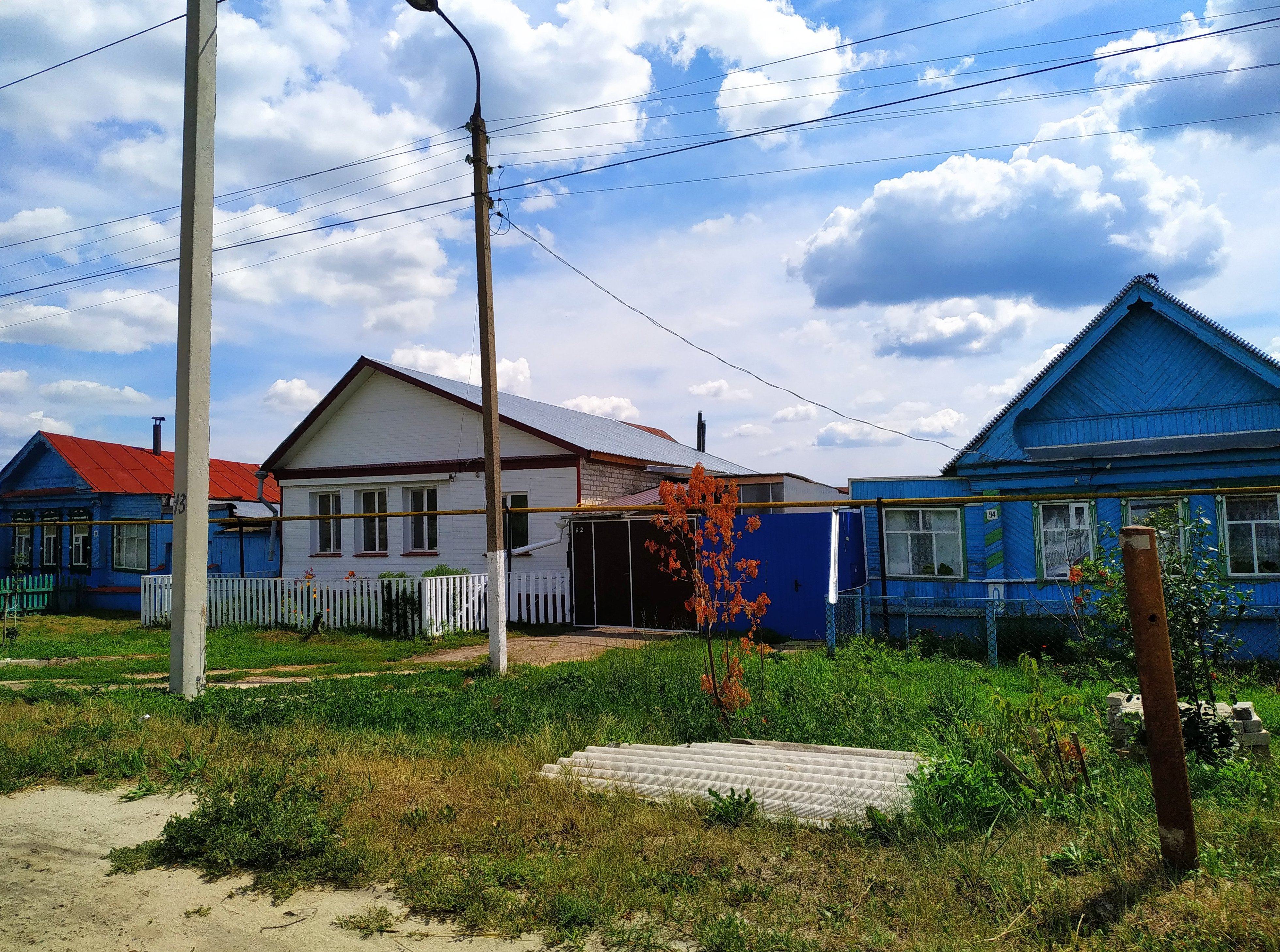
Частные жилые дома на улице Хазова
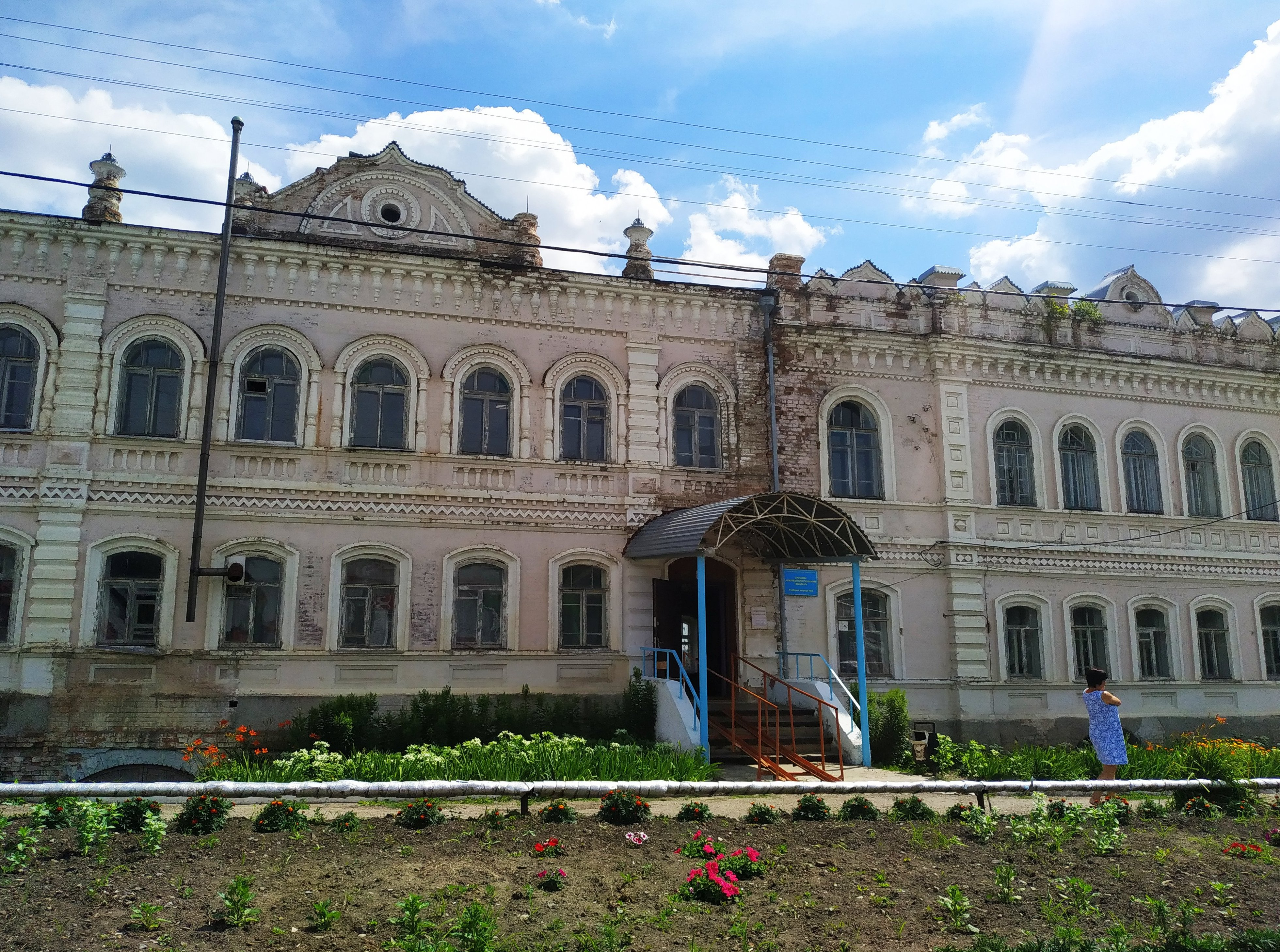
Корпус Сурского агротехнологического техникума
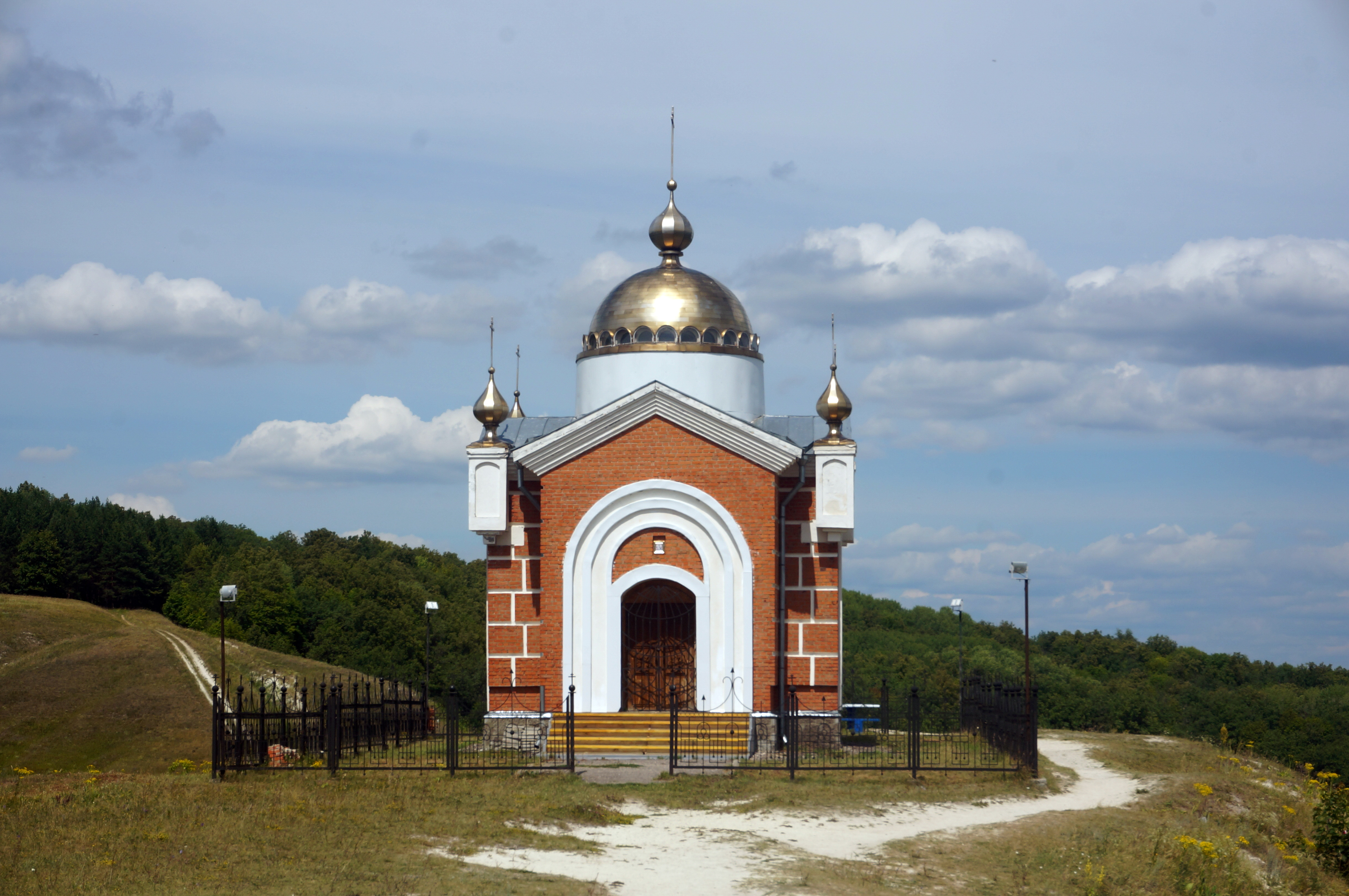
Часовня Николая Чудотворца на Никольской горе
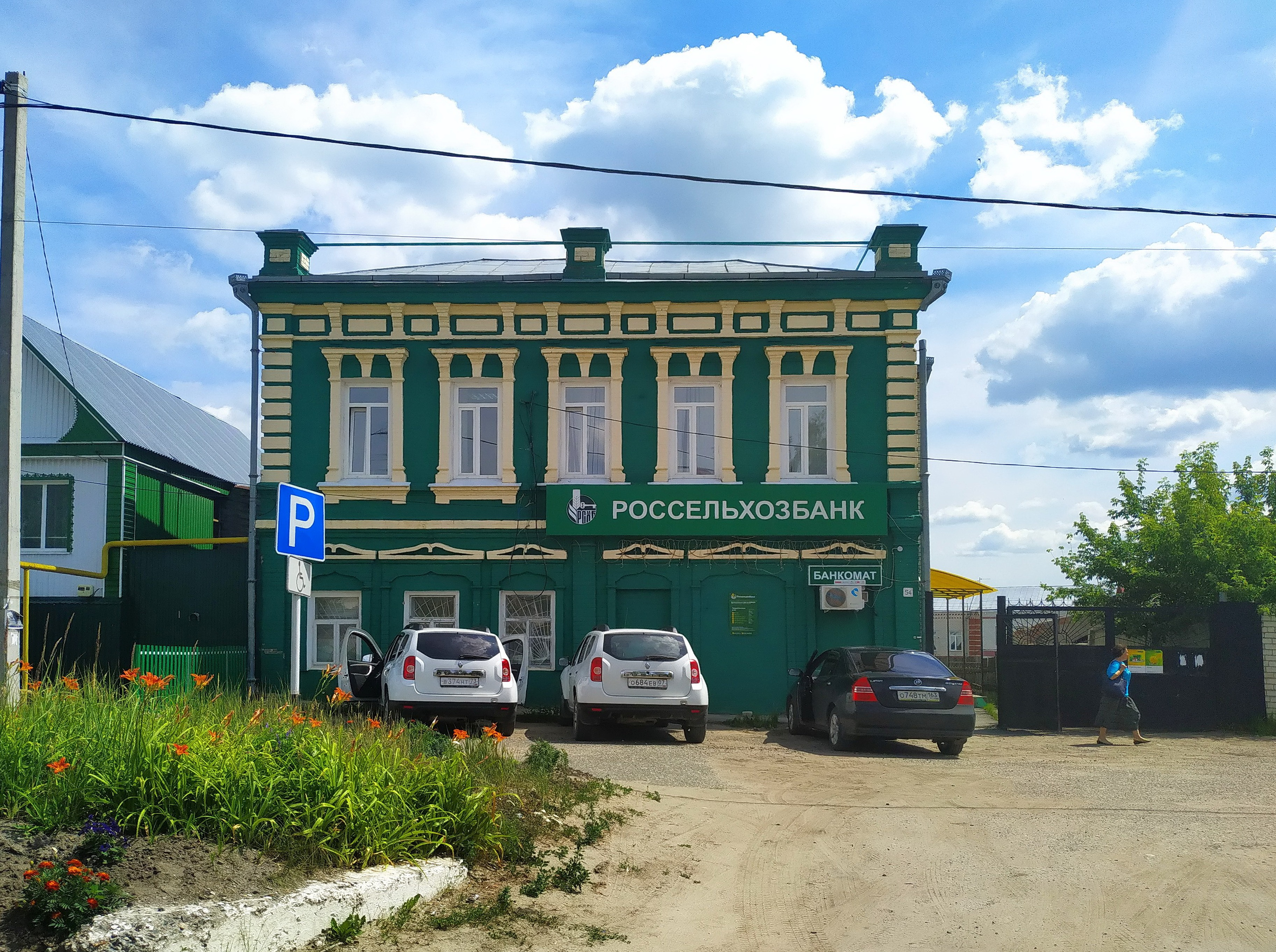
Здание Россельхозбанка, улица Хазова
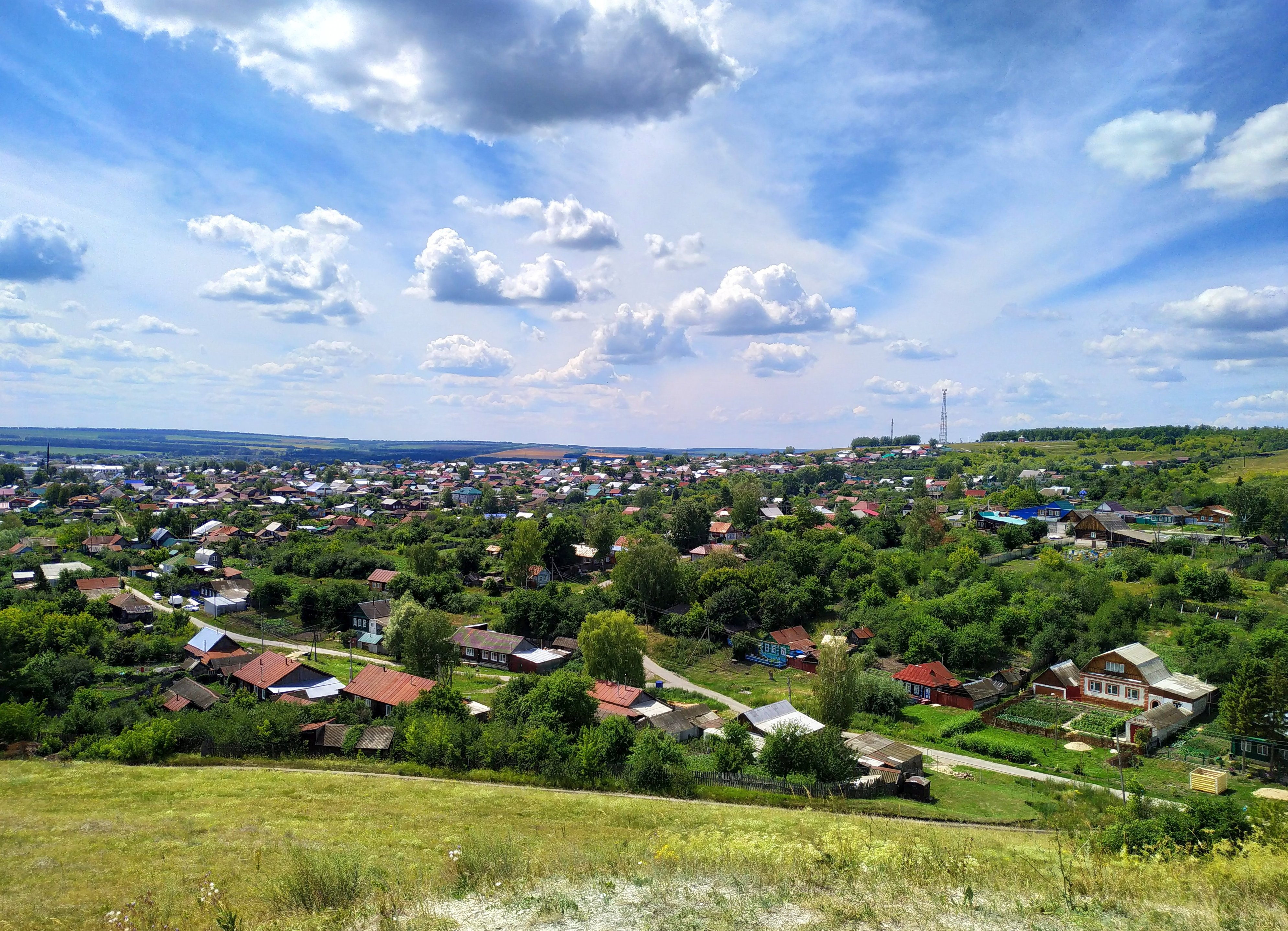
Вид на посёлок.
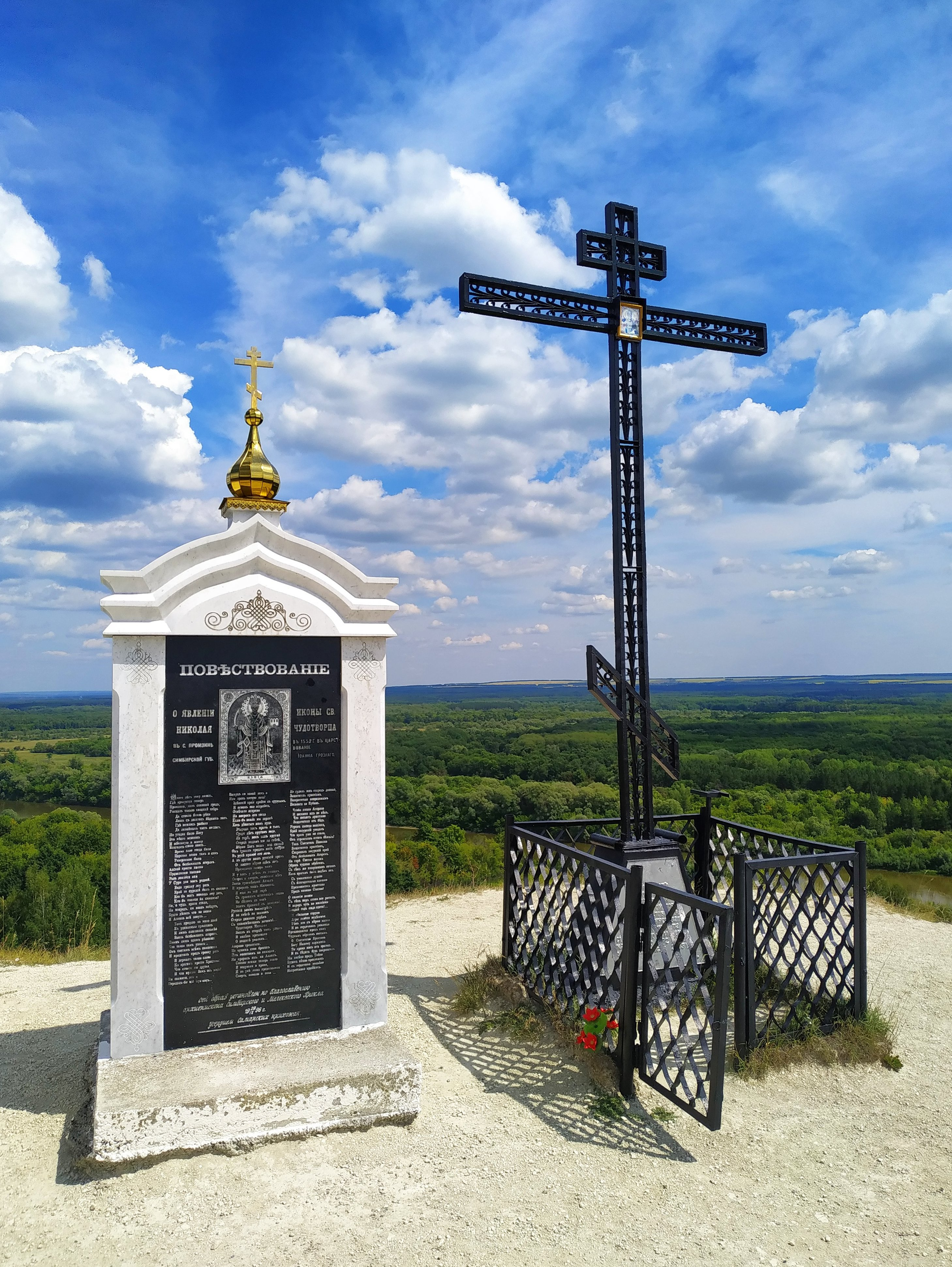
Никольская гора, Сурское.
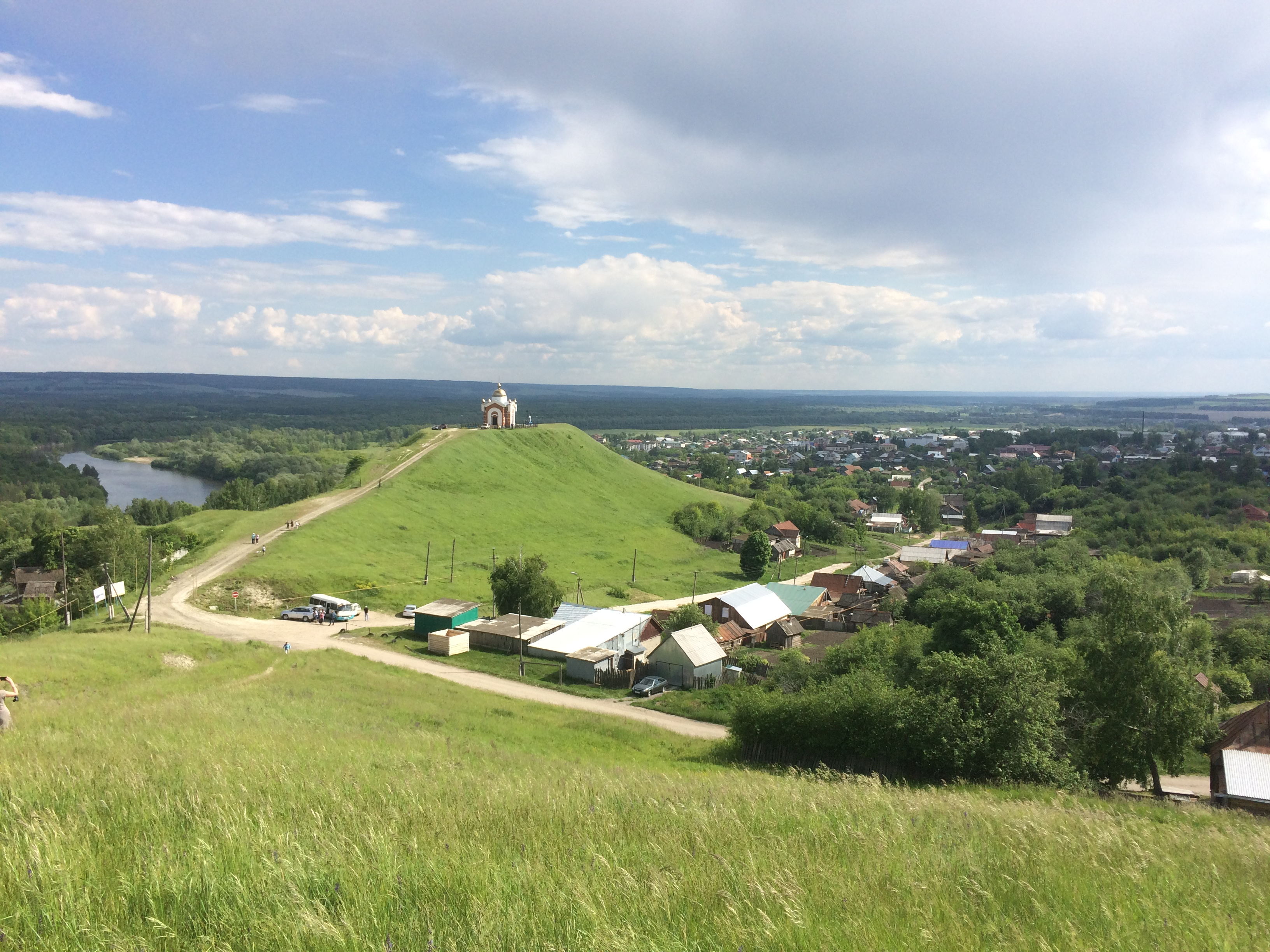
Вид на Никольскую (Белую) гору и на посёлок Сурское.
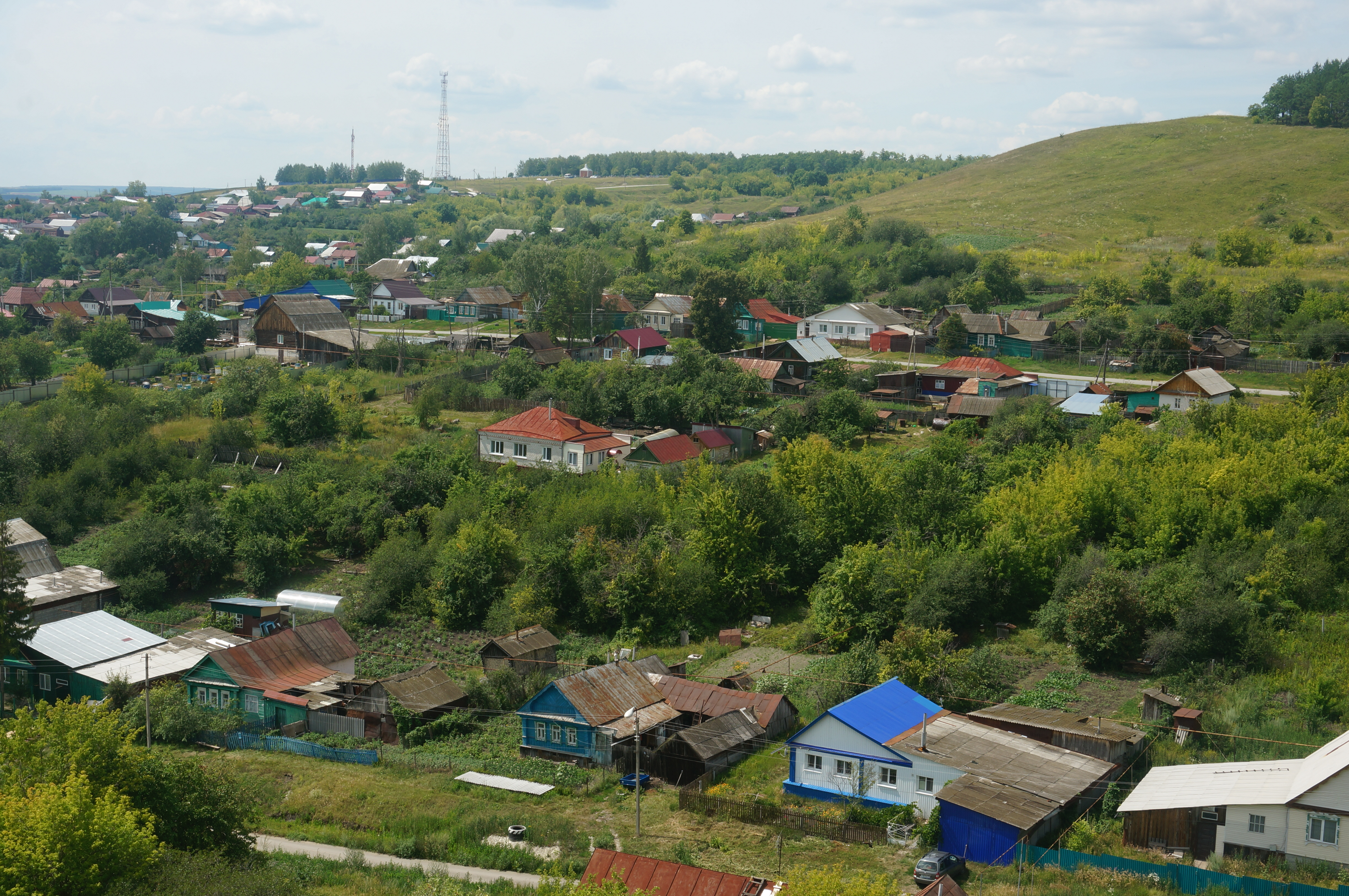

### Топографичекие карты
- Лист карты N-38-58 Сурское. Масштаб: 1 : 100 000. Состояние местности на 1971 год. Издание 1982 г.
- Лист карты N-38-XVII Сурское. Масштаб: 1 : 200 000. Издание 1963 г.
- Лист карты N-38-Б.